# آمریکای هیلاری: تاریخ پنهان حزب دموکرات
آمریکای هیلاری: تاریخ پنهان حزب دموکرات (انگلیسی: Hillary's America: The Secret History of the Democratic Party) فیلمی در ژانر مستند به کارگردانی دینش دسوزا است که در سال ۲۰۱۶ منتشر شد. این مستند سیاسی نگاهی انتقادی به هیلاری کلینتون نامزد دموکرات انتخابات ریاست‌جمهوری ایالات متحده آمریکا دارد.